# Малдыкасы (Канашский район)
Малдыкасы́ (чув. Малтикас Шӗкӗр) — деревня в Канашском районе Чувашской Республики России, входит в состав Сеспельского сельского поселения. День деревни отмечается в августе.

## Топонимика
Название, начинающееся с «малты-» (от чув. малти «передний»), носит несколько населённых пунктов Чувашии.
Краевед И. С. Дубанов отмечает: 

Произошли от чув. малти «передний» + касси «село, деревня, околоток» — Географические названия Чувашской Республики
В чувашском названии деревни — Малтикас Шĕкĕр — сохранилась принадлежность к деревне Шугурово (чув. Шӗкӗр, ныне Сеспель), околотком которого был населённый пункт.

## География
Деревня расположена в 19 км от районного центра — города Канаш, в 78 км от Чебоксар и в 19 км от железнодорожной станции Канаш. Расположена вдоль республиканской автодороги Шихазаны — Калинино.

## Административно-территориальное деление
В XIX веке — в составе Шихазановской (Сиделевской) волости Цивильского уезда

С 1927 по 1935 годы — в составе Канашского района

С 1935 по 1956 годы — в составе Шихазанского района

С 1956 года — в составе Канашского района.

## История
Деревня появилась в XVIII веке как выселок деревни Шугурова (ныне деревня Сеспель). 

В 1-й четверти XX века действовали ветряная мельница, 2 солодовни, 2 круподёрки, с 1919 — школа 1-й ступени.

В 1930 году образован колхоз «Красный пахарь».

## Население
Жители — чуваши, до 1866 года государственные крестьяне; занимались земледелием, животноводством.

Число дворов и жителей: в 1795 году — 35 дворов, в 1897 — 323 мужчины, 332 женщины; в 1926 — 170 дворов, 357 мужчин, 420 женщин; в 1939 — 357 мужчин, 459 женщин; в 1979 — 283 мужчины, 329 женщин; 2002 — 173 двора, 464 человека: 217 мужчин, 247 женщин; в 2010 — 141 частное домохозяйство, 403 человека: 196 мужчин, 207 женщин.
| 2010 | 2012 |
| ---- | ---- |
| 403  | →403 |

По данным Всероссийской переписи населения 2002 года в деревне проживали 464 человека, преобладающая национальность — чуваши (96%).

## Экономика
Функционирует ООО «Сеспельское» (2010). 

2 магазина, ФАП.

## Социальная инфраструктура
Улицы: Герцена, Некрасова, Калинина, Лесная, Никифорова, Овражная, Чернышевского, Чувашия.

Переулки: Калинина, Некрасова.

### Культура и религия
Жители деревни являлись прихожанами Богородицкой церкви села Шихазаны (закрыта в 1935 году).